# Kagekatsu Uesugi
Kagekatsu Uesugi (jap. 上杉景勝 Uesugi Kagekatsu; ur. 8 stycznia 1556, zm. 19 kwietnia 1623) – japoński samuraj, daimyō, dowódca wojskowy. Syn Masakage Nagao – głowy klanu Ueda Nagao i męża starszej siostry Kenshina Uesugi. Po śmierci ojca został zaadoptowany przez Kenshina, a gdy i ten zmarł w 1578 roku, Kagekatsu stoczył walkę o władzę z drugim adoptowanym synem Kenshina, Kagetorą Uesugi, pokonując go w Ōtate no ran w 1579. Kagetora popełnił samobójstwo, a Kagekatsu został głową rodu Uesugi. Niedługo później ożenił się z siostrą Katsuyori Takedy (córką Shingena Takedy).

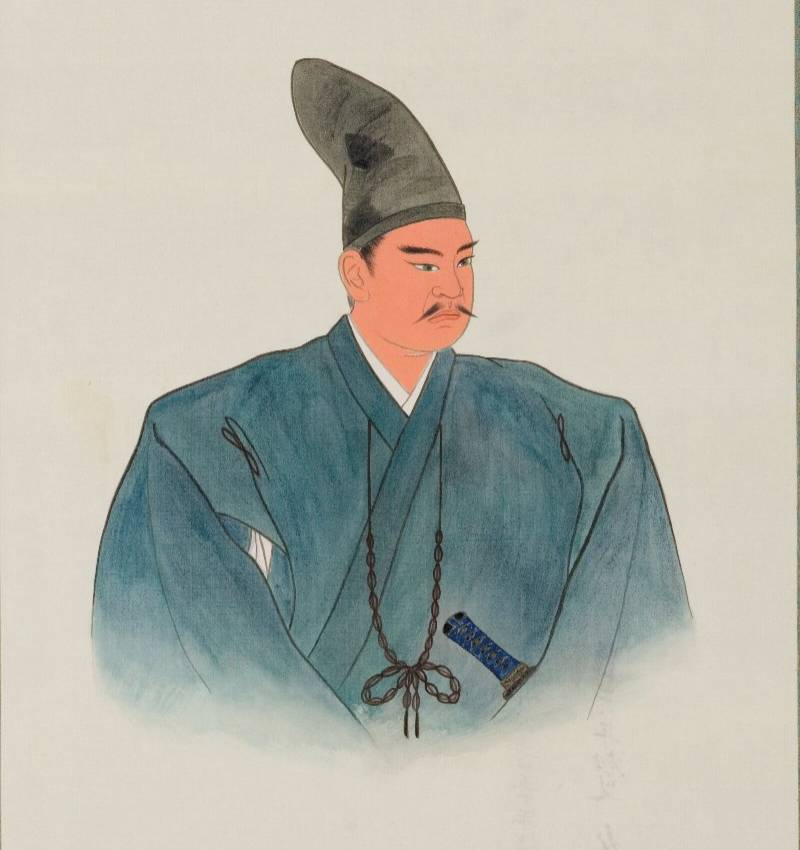
Kagekatsu Uesugi

Jako generał Hideyoshiego Toyotomi Kagekatsu brał udział w kampaniach pod Odawarą i w Korei, a w 1598 został członkiem Rady Pięciu Starszych (jap. 五大老 go-tairō). Pierwotnie Kagekatsu był w posiadaniu wartego 550 tys. koku lenna w Echigo, ale w ramach redystrybucji ziem dokonanej przez Hideyoshiego w roku 1598 otrzymał Aizu, warte 1,2 miliona koku. Po śmierci Hideyoshiego znalazł się w jednym obozie z Mitsunarim Ishidą, wrogo nastawionym do Ieyasu Tokugawy.
Kagekatsu Uesugi był pierwszym daimyō, który otwarcie dążył do konfrontacji z Ieyasu Tokugawą. Wybudował nowy zamek w Aizu, czym ściągnął na siebie uwagę Tokugawów, którzy wezwali go do Kioto celem wyjaśnienia jego działań. Kagekatsu odmówił, i Ieyasu zaczął rozważać poprowadzenie 50-tysięcznej armii przeciw rodowi Uesugi.
Mitsunari Ishida i Kagekatsu mieli nadzieję związać siły Ieyasu w walkach na północnym wschodzie i odciągnąć go od działań Mitsunariego w rejonie Osaki. Ieyasu przejrzał ich plan i pozostał w Kioto, wysyłając na północ generałów Yoshiakiego Mogami i Masamune Date. Kagekatsu planował przerzucić swoje siły na południe i zaatakować Tokugawów z północnego wschodu, podczas gdy Mitsunari atakował z zachodu, ale jego plany przekreśliła porażka już na samym początku kampanii, w oblężeniu zamku w Shiroishi
Wskutek porażki Kagekatsu podporządkował się Ieyasu i jako tozama daimyō został przeniesiony do wartego 300 tys. koku lenna w Yonezawie w rejonie Tōhoku. 14 lat później Kagekatsu brał udział w oblężeniu Osaki po stronie Tokugawów.

## Genealogia
| Kagekatsu Uesugi | Ojciec: Masakage Nagao        | Dziadek: Fusanaga Nagao        | Pradziadek: Kagetaka Nagao         |
| Kagekatsu Uesugi | Ojciec: Masakage Nagao        | Dziadek: Fusanaga Nagao        | Prababka: ?                        |
| Kagekatsu Uesugi | Ojciec: Masakage Nagao        | Babka: ?                       | Pradziadek: ?                      |
| Kagekatsu Uesugi | Ojciec: Masakage Nagao        | Babka: ?                       | Prababka: ?                        |
| Kagekatsu Uesugi | Matka: Sentouin (jap. 仙桃院) | Dziadek: Tamekage Nagao        | Pradziadek: Yoshikage Nagao        |
| Kagekatsu Uesugi | Matka: Sentouin (jap. 仙桃院) | Dziadek: Tamekage Nagao        | Prababka: Córka Masataka Takanashi |
| Kagekatsu Uesugi | Matka: Sentouin (jap. 仙桃院) | Babka: Sengan'in (jap. 青岩院) | Pradziadek: ?                      |
| Kagekatsu Uesugi | Matka: Sentouin (jap. 仙桃院) | Babka: Sengan'in (jap. 青岩院) | Prababka: ?                        |